# Giacomo Gianni
Giacomo Gianni (Roma, 24 ottobre 1991) è un pallanuotista italiano, difensore della Olympic Roma.
Dopo essere cresciuto nelle giovanili di Athlon Roma, Roma Vis Nova e Acilia, inizia la carriera professionistica alla Roma Nuoto dove gioca per tre stagioni, tra serie A2 e A1.
Passa alla Lazio nel 2010, dove rimane cinque stagioni per poi proseguire la carriera in varie squadre di Roma e del Lazio (compresa un'altra stagione, la 2017-2018, in biancoceleste).